# 7 Layers
7 Layers è il secondo album del cantautore olandese Dotan, pubblicato il 31 gennaio 2014 dalla Universal Music Group, è stato certificato doppio disco di platino ed è arrivato al primo posto nella classifica dei Paesi Bassi.

## Il disco
Da questo secondo album sono stati estratti quatro singoli Fall, Home, Hungry e Let the River in.
Il 21 novembre 2014 è stata pubblicata la versione Special Edition dell'album con l'aggiunta di cinque tracce, due inediti e tre brani già editati ma in versione live.

## Tracce
1. Let the River in – 3:07
2. Fall – 4:11
3. Hungry – 3:29
4. Hush – 4:28
5. 7 Layers – 3:35
6. Home – 4:28
7. Tonight (Interlude) – 1:10
8. Home II – 5:31
9. Swim to You – 3:11
10. It Gets Better – 3:50
11. Waves – 4:15
12. Ghost – 4:02

### 7 Layers  (Special Edition)
1. Let the River in – 3:07
2. Fall – 4:11
3. Hungry – 3:29
4. Hush – 4:28
5. 7 Layers – 3:35
6. Home – 4:28
7. Tonight (Interlude) – 1:10
8. Home II – 5:31
9. Swim to You – 3:11
10. It Gets Better – 3:50
11. Waves – 4:15
12. Ghost – 4:02
13. Tonight – 3:55
14. Home III – 2:58
15. Fall (Living Room Session) – 3:43
16. Hungry (Living Room Session) – 3:20
17. Home (Live) – 5:13

## Classifiche
| Classifica (2014) | Posizione massima |
| ----------------- | ----------------- |
| Belgio (Fiandre)  | 7                 |
| Belgio (Vallonia) | 43                |
| Germania          | 21                |
| Paesi Bassi       | 1                 |